# Chrysoteuchia argentistrigellus
Chrysoteuchia argentistrigellus är en fjärilsart som beskrevs av John Henry Leech 1889. Chrysoteuchia argentistrigellus ingår i släktet Chrysoteuchia och familjen Crambidae. Inga underarter finns listade i Catalogue of Life.